# Stephanopis stelloides
Stephanopis stelloides es una especie de araña del género Stephanopis, familia Thomisidae.

## Distribución
Se distribuye por Islas Vírgenes y Brasil.

## Taxonomía
Fue descrita por Walckenaer en 1837.
Tratamiento taxonómico
La especie aparece registrada y publicada en Walckenaer 1837: 514.